# 安乐州 (唐朝)
安乐州，中国唐朝时设置的州。
唐高宗咸亨三年（672年）分灵州鸣沙县设置安乐州，安置吐谷浑慕容氏部落。治所在安乐城（今宁夏回族自治区同心县韦州镇红城水古城）。唐肃宗至德二载（757年）改为长乐州。唐代宗广德二年（764年），长乐州被吐蕃占领。永泰元年（765年），唐朝收复长乐州。大历二年（767年），被吐蕃再次占领。长乐州寄治灵州。唐德宗贞元十五年（799年），废除长乐州。